# Xã Walker, Quận Platte, Nebraska
Xã Walker (tiếng Anh: Walker Township) là một xã thuộc quận Platte, tiểu bang Nebraska, Hoa Kỳ. Năm 2010, dân số của xã này là 247 người.